# 다지보그
다즈보그(슬라브조어: dadjьbogъ)는 동슬라브인들이 믿었던 슬라브 신화의 태양신으로, 특히 그 중에서도 루스인들은 스스로를 다즈보그의 자손이라고 여겼다. 슬라브족이 다즈보그를 숭배하고 예배하는 기록은 중세의 여러 문헌에서도 확인되며, 같은 슬라브 신화의 태양신인 호르스와 역할과 기능이 유사해서 이고리 원정기 같은 사서에서는 호르스 - 다즈보그라 하여 동일시 되기도 하였다. 

## 같이 보기
- 헤파이스토스
- 헤임달